# Dracula (1958)
Dracula is een Britse horrorfilm uit 1958, geproduceerd door Hammer Film Productions. Het is de eerste in een reeks Dracula-fims van Hammer, allemaal gebaseerd op de gelijknamige roman van Bram Stoker. De regie was in handen van Terence Fisher. Hoofdrollen werden vertolkt door Peter Cushing en Christopher Lee.
In de Verenigde Staten werd de film uitgebracht onder de titel Horror of Dracula om verwarring met de film uit 1931 te voorkomen.

## Verhaal
Jonathan Harker, een Britse vampierjager, reist af naar Transsylvanië. Hier bezoekt hij het kasteel van Graaf Dracula, waar hij zich voordoet als bibliothecaris. In werkelijkheid is hij daar om Dracula, waarvan hij weet dat hij een vampier is, te doden. Eerst richt Jonathan zich op een vrouw in het kasteel, die ook een vampier is. Dracula komt tussenbeide en bijt Jonathan. De twee vampiers vertrekken. Jonathan blijft achter met de angst dat hij nu mogelijk ook een vampier wordt. Hij bezoekt de kamer waar Dracula en de vrouw hun kisten hebben staan. Hij drijft de vrouwelijke vampier een staak door het hart. Dracula’s kist blijkt echter leeg te zijn. Dracula staat Jonathan achter de deur van de kamer op te wachten.
Niet veel later arriveert Dr. Van Helsing in het kasteel om Jonathan te zoeken. Tot zijn schrik ontdekt hij Jonathan, die nu ook een vampier is, in een van de kisten. Noodgedwongen slaat hij Jonathan een staak door het hart. Daarna vertrekt hij om het droevige nieuws te melden aan Jonathans vriendin Lucy, haar broer Arthur en diens vrouw Mina.
Arthur gelooft Van Helsing eerst niet, maar roept alsnog zijn hulp in wanneer Lucy ziek wordt. Van Helsing ontdekt dat Lucy het slachtoffer is van een vampier, en vreest dat Dracula hem gevolgd is naar Engeland. Vermoedelijk wil hij een nieuwe bruid om de vrouw die Jonathan vernietigd heeft te vervangen. Hij kan niets meer doen voor Lucy en ze wordt een vampier. Haar eerste slachtoffer is haar jonge nichtje. Door tussenkomst van Van Helsing en Arthur mislukt haar plan. Van Helsing suggereert dat ze Lucy moeten gebruiken om Dracula te vinden, maar Arthur vindt het te gevaarlijk om Lucy vrij rond te laten lopen. Daarom vernietigen de twee mannen haar.
Dr. Van Helsing en Arthur proberen Dracula op te sporen. Ondertussen wordt Mina Dracula’s volgende slachtoffer. Van Helsing en Arthur vinden aanvankelijk Dracula’s adres, maar de vampier ontsnapt.
Om te voorkomen dat Mina hetzelfde lot ondergaat als Lucy bewaken Arthur en Van Helsing haar de hele nacht. Desondanks slaagt de vampier erin haar nog een keer te bijten. Dankzij een oplettende huishoudster vinden Arthur en Van Helsing Dracula’s grafkist in de kelder van het huis van Arthur. Van Helsing plaatst een kruisbeeld in de kist zodat Dracula hier niet meer naartoe kan vluchten. Ondertussen ontvoert Dracula Mina en neemt haar mee naar een ander huis. Arthur en Van Helsing achtervolgen hem.
In het huis breekt een gevecht los. Dracula is duidelijk sterker dan de twee mannen, maar ze weten hem bezig te houden tot zonsopkomst. Dan rukt Van Helsing de gordijnen open, en dwingt Dracula met een kruisbeeld het zonlicht in te stappen. De vampier vergaat tot stof. Met zijn dood is zijn macht over Mina verbroken, en ze herwint haar menselijkheid.

## Rolverdeling
| Acteur             | Personage       | Opmerkingen     |
| ------------------ | --------------- | --------------- |
| Peter Cushing      | Dr. Van Helsing |                 |
| Christopher Lee    | Graaf Dracula   |                 |
| Michael Gough      | Arthur Holmwood |                 |
| Melissa Stribling  | Mina Holmwood   |                 |
| Carol Marsh        | Lucy Holmwood   |                 |
| Olga Dickie        | Gerda           |                 |
| John Van Eyssen    | Jonathan Harker |                 |
| Valerie Gaunt      | Vampiervrouw    |                 |
| Janina Faye        | Tania           | als Janine Faye |
| Barbara Archer     | Inga            |                 |
| Charles Lloyd Pack | Dr. Seward      |                 |
| George Merritt     | Politieagent    |                 |

## Achtergrond

### Scenario
Het scenario van de film wijkt op veel punten af van de roman van Bram Stoker:
- In het boek is Jonathan een advocaat die bij Dracula de verkoop van een landhuis komt afhandelen. Tevens overleeft hij het verhaal in het boek.
- In het boek is Mina getrouwd met Jonathan, niet met Arthur.
- Arthur is in het boek niet Lucy's broer maar een van haar geliefden.
- De personages Renfield en Quincy Morris komen in de film niet voor.
- Dr. Seward heeft in de film enkel een kleine gastrol.
- In het boek heeft Dracula drie bruiden.
- De zeereis van Transsylvanië naar Engeland, waarbij Dracula eigenhandig de hele bemanning van een schip uitmoordt, is afwezig in de film.
- In het boek is het Quincy Morris die Dracula doodt met een mes.
- In het boek sterft Dracula niet door zonlicht. Het verzwakt hem alleen.
- in de film verandert de gaaf niet in een vleermuis en en het spiegelbeeld wat hij niet heeft komt ook niet voor.

In de climax, wanneer Dracula door het zonlicht wordt geveld, is een scène verwerkt waarin Dracula zijn verbrande huid van zich aftrekt. Voor dit effect kreeg Christopher Lee een laag rode make-up opgesmeerd, waarover een laag van was werd aangebracht. Als hij de was wegtrok, kwam de rode huid tevoorschijn.

## Prijzen en nominaties
In 1959 werd Dracula genomineerd voor een Hugo Award in de categorie “Best Dramatic Presentation”, maar won deze niet.